# Gouvernement Panyarachun II
Thaïlande
48e cabinet
(Suchinda Khra-prayun) 50e cabinet
(Chuan Likphai I)
Le second gouvernement d'Anan Panyarachun (thaï : คณะรัฐมนตรีอานันท์ ปันยารชุน 2 ; RTGS : Khana Ratmontri Anan Panyarachun 2) est le 49e gouvernement de Thaïlande du 10 juin au 23 septembre 1992.
Il remplace temporairement le gouvernement du général Suchinda Khra-prayun, qui a démissionné de son poste de Premier ministre le 24 mai de la même année. Il sera remplacé, à la suite des élections de septembre 1992, par le premier gouvernement de Chuan Likphai.
Investi Premier ministre par le roi le 10 juin 1992, le second gouvernement d'Anan Panyarachun est nommé le 14 juin.

## Composition initiale

### Premier ministre
- Premier ministre : Anan Panyarachun

### Vice-Premiers ministres
- Vice-Premier ministre, ministre de l'Intérieur : Pao Sarasin (en)
- Vice-Premier ministre, ministre des Affaires universitaires : Kasem Suwannakul (th)
- Vice-Premier ministre : Kasemsamosorn Kasemsri (th)

### Ministres
- Ministres auprès du Cabinet du Premier ministre : Mechai Viravaidya, Saisuri Jutikul (th)
- Porte-parole du Cabinet du Premier ministre : Montree Janewittayakarn (th)
- Ministre de la Défense : Banjop Bunnak (th)
- Ministre des Finances : Phanat Simasathien (th)
- Ministre des Affaires étrangères : Asa Sarasin (en)
- Ministre de l'Agriculture et des Coopératives : Kosit Panpiemras (en)
- Ministre des Transports : Nukul Prachuapmoh (th)
- Ministre du Commerce : Amaret Silaorn (th)
- Ministre de la Justice : Wichian Wattanakhun (th)
- Ministre des Sciences, de la Technologie et de l'Environnement : Paichit Euatthaweekul (th)
- Ministre de l'Éducation : Kor Sawatpanitch (th)
- Ministre de la Santé publique : Pairoj Ningsanon (th)
- Ministre de l'Industrie : Sippanon Ketuthat (en)

### Vice-ministres
- Vice-ministre de l'Agriculture et des Coopératives : Ampol Senanarong (th)
- Vice-ministre des Transports : Choengchan Kamphu (th)
- Vice-ministre du Commerce : Pridiyathorn Devakula
- Vice-ministres de l'Intérieur : Charoenjit na Songkhla (th), Anek Sitthiprasart (th)
- Vice-ministre des Sciences, de la Technologie et de l'Environnement : Kopr Krittayakirana (th)
- Vice-ministre de l'Éducation : Somchai Wuthipreecha (th)
- Vice-ministre de l'Industrie : Weera Susangkornkarn (th)

## Modifications

### Démissions du1eroctobre 1992
Le 30 septembre 1992, il est annoncé que Amaret Silaorn (th), ministre du Commerce, et Sippanon Ketuthat (en), ministre de l'Industrie, ont remis leurs démissions de leurs postes au gouvernement. Le décret royal sort le 9 octobre.

## Fin du gouvernement
La fin du gouvernement est signée par les élections législatives du 13 septembre 1992. Le gouvernement actuel reste en place jusqu'à la nomination du nouveau Premier ministre et de son nouveau gouvernement.